# Гинцбург Владимир (Владимир-Георг-Вольф) Горациевич

## Биография
Представитель рода  баронов Гинцбургов — семьи еврейских банкиров и общественных деятелей в Российской империи второй половины XIX — начала XX века.
Родился в семье знаменитого банкира, золотопромышленника, общественного деятеля и мецената  Горация Осиповича Гинцбурга.
Владимир Гинцбург учился во 2-й Петербургской гимназии, после ее окончания в 1892 г., поступил вольнослушателем на физико-математический факультет Петербургского университета и окончил его по 1-му разряду. 
После учебы Георг-Владимир состоял на службе при Министерстве финансов. С 1901 г. имел чин титулярного советника, с 1911 г. — коллежский асессор.
В. Гинцбург женился на Кларе Бродской — дочери сахарозаводчика, мецената и филантропа  Л.И. Бродского
После женитьбы тесть вовлёк В. Гинцбурга в свою коммерческую деятельность, и Гинцбург становится директором-распорядителем Карвице-Озерянского свеклосахарного товарищества, членом правления Акционерного общества  Хамовнического пиво-медоваренного завода в Москве, Товарищества Махаринецкого и Красноселковского свеклосахарных заводов, Александровского товарищества Одесского рафинадного завода, а также членом совета Киевского Частного коммерческого банка.
До революции 1917 г. жил с семьей в Киеве. После революции уехал с женой и детьми во Францию, где имел дом на rue Alfred Dehodencq, 8.

## Участие в еврейской жизни
Ещё до Первой мировой войны Владимир Гинцбург проявил интерес к Этнографической экспедиции имени барона Горация Гинцбурга (названа в честь отца Владимира Гинцбурга, который скончался за два года до её начала), которую возглавил С. А. Ан-ский. Владимир выделил средства на проведение экспедиции в размере 10 тысяч рублей .
Семья Гинцбургов и ранее поддерживала связи с Обществом распространения труда среди евреев России (ОРТ) и Обществом для распространения просвещения между евреями в России (ОПЕ). Во время Первой мировой войны Владимир Гинцбург наряду с другими членами своей семьи участвовал в создании Еврейского комитета помощи жертвам войны (ЕКОПО), который был образован объединением ОРТа, ОПЕ и Общества здравоохранения евреев (ОЗЕ).